# Stanisław Rakowicz
Stanisław Rakowicz (ur. jako Stanisław Rak 20 września 1935 w Kotuszowie) – polski działacz partyjny i państwowy, doktor nauk ekonomicznych, menedżer, przedsiębiorca, wojewoda toruński (1988–1990).

## Życiorys
Pochodzi z rodziny wielodzietnej, ma ośmioro rodzeństwa. Nazwisko Rak zostało zmienione na Rakowicz dopiero w 1961. W 1952 zdał maturę w Liceum Pedagogicznym w Bydgoszczy. Był wiceprzewodniczącym lokalnych struktur Związku Młodzieży Polskiej, w 1954 wstąpił do PZPR. W 1957 ukończył studia historyczne na Uniwersytecie Mikołaja Kopernika w Toruniu, po których podjął pracę w Związku Nauczycielstwa Polskiego. Od 1958 do 1962 I sekretarz Miejsko-Powiatowego Komitetu Związku Młodzieży Socjalistycznej w Toruniu. W 1958 stał się współzałożycielem Młodzieżowej Spółdzielni Mieszkaniowej.
W 1962 rozpoczął pracę jako kierownik w państwowych zakładach przemysłowych: najpierw jako szef działu płac w bydgoskim ZACHEM-ie, od 1966 zaś jako zastępca w Stomilu. Jednocześnie podjął zaoczne studia ekonomiczne. W 1968 został kierownikiem Bydgoskiej Fabryki Kabli, będąc najmłodszym dyrektorem (33 lata) tak dużej firmy w kraju. W 1973 rozpoczął kierowanie Kombinatem Łożysk Tocznych w Kielcach, w 1975 przeniósł się do toruńskiej Elany (wówczas największy zakład województwa, zatrudniający kilkanaście tysięcy pracowników). W latach 1981–1982 pracował w Izbie Gospodarczej firm polonijnych, założył później własną firmę Markit, zatrudniającą prawie 2 tysiące osób.
Od 1975 członek Komitetu Wojewódzkiego PZPR w Toruniu. W 1988 został ostatnim komunistycznym wojewodą toruńskim, dążył jednak do uniezależnienia się od centrali partyjnej, m.in. poprzez wybór pierwszego burmistrza Torunia spoza PZPR. Doprowadził do dyslokacji wojsk Armii Czerwonej z Torunia. W 1990 został pierwszym w Toruniu dilerem samochodowym w ramach własnej firmy Autosar.
Twórca toruńskiego oddziału Towarzystwa Naukowego Organizacji i Kierownictwa. W latach 1982–1983 pełnił funkcję Zastępcy Sekretarza Generalnego Polsko-Polonijnej Izby Przemysłowo-Handlowej w Warszawie. W latach 1990–1997 prezes Izby Przemysłowo-Handlowej w Toruniu, a w latach 1993–1997 prezes Zarządu Głównego Towarzystwa Naukowego Organizacji i Kierownictwa w Warszawie. W latach 2001–2005 wiceprzewodniczący Rady Krajowej Izby Gospodarczej w Warszawie. Odznaczony Krzyżem Kawalerskim, Krzyżem Oficerskim i Krzyżem Komandorskim Orderu Odrodzenia Polski.
Od 1998 pełni funkcję konsula honorowego Republiki Peru w Toruniu.
Od 1957 żonaty z Ludmiłą (zm. 2014), z którą doczekał się jednej córki.